# George Ezra
George Ezra Barnett (Hertford, 7 giugno 1993) è un cantautore e chitarrista britannico.
Interprete di singoli di successo internazionale come Budapest, Shotgun e Green Green Grass, nel corso della sua carriera ha pubblicato tre album in studio e vinto un Brit Award.

## Biografia
Nato e cresciuto a Hertford, dove frequenta la Simone Balle secondary school, si diploma poi al Brighton Institute of Modern Music di Bristol. Nel novembre del 2011 George Ezra pubblica su YouTube i brani  Angry hill e Broken attraverso il canale Bristol Couch. Nei primi mesi del 2013 si esibisce al "Gallimaufry" a Bristol. Nell'estate del 2013 suona per il BBC introducing stage in occasione del Glastonbury Festival.
Ha ottenuto la prima messa in onda su Radio 1 delle canzoni Did you hear the rain? e Budapest nel tardo 2013. In seguito a settembre dello stesso anno ha pubblicato il suo primo EP dal titolo Did You Hear the Rain? e il video dell'omonima canzone su VEVO.
Ezra ha aperto con la sua chitarra i concerti di diversi artisti come Lianne La Havas, Tom Odell e gli Athlete. Nel gennaio 2014 si è piazzato quinto nella classifica stilata dalla BBC Sound of...2014.
Il suo primo EP Did You Hear the Rain ha debuttato nelle classifiche iTunes italiane al novantesimo posto, per poi salire sino all'undicesima posizione. L'EP è arrivato anche alla decima posizione nel Regno Unito. Il singolo Budapest è invece salito sino alla sesta posizione in Italia ed è stato certificato triplo disco di platino. George Ezra conquista anche il Belgio, ottenendo anche lì, come riconoscimento per la sua Budapest, un disco d'oro consegnatogli a Bruxelles. L'album di debutto è Wanted on Voyage, uscito il 30 giugno 2014, che raggiunge la vetta della classifica britannica e si posiziona in top 10 o in top 20 in svariati altri mercati musicali. Tra 2013 e 2014 l'artista esegue il suo primo tour internazionale.
Il 16 giugno 2017 è stato pubblicato il singolo Don't Matter Now, mentre il 19 gennaio 2018 il secondo singolo Paradise. Tale brano ha raggiunto il successo commerciale in vari mercati, posizionandosi in particolare alla seconda posizione della classifica britannica. Il 23 marzo 2018 è stato pubblicato l'album in studio Staying at Tamara's, che raggiunge la vetta della classifica britannica e vende oltre 1,2 milioni di copie nella sola madrepatria. Il 18 maggio 2018 è stato pubblicato il terzo singolo Shotgun, divenuto in breve tempo un successo globale raggiungendo la vetta di varie classifiche tra cui la britannica e l'australiana e ottenendo svariati dischi di platino in giro per il mondo. Il successivo 28 settembre 2018 il quarto singolo Hold My Girl. Nel febbraio 2019 viene premiato ai BRIT Awards nella categoria "best male solo artist".
Nel gennaio 2022 pubblica il singolo Anyone for You e annuncia la pubblicazione del suo terzo album Gold Rush Kid, nonché una serie di concerti. L'album viene pubblicato il successivo 10 giugno 2022, portando Ezra per la terza volta di fila alla vetta della classifica britannica oltre a posizionarsi in top 10 in varie classifiche europee. Vengono estratti altri due singoli dall'album, Green Green Grass e I Went Hunting, il primo dei quali raggiunge il podio delle classifiche britannica, irlandese e belga.

## Stile musicale
Ezra ha dichiarato che la scrittura del testo, la melodia e la linea musicale vengono da lui trattate individualmente e indipendentemente l'una dall'altra e, solo successivamente, messe insieme a formare un'unica canzone. Ha indicato Bob Dylan, Woody Guthrie e Bruce Springsteen. come principali fonti di ispirazione per il suo stile. Di lui si notano la profondità dei suoni e la maturità della voce, ma anche «le sue canzoni di ottima fattura», che «propongono un cantante decisamente più maturo dei suoi 24 anni».

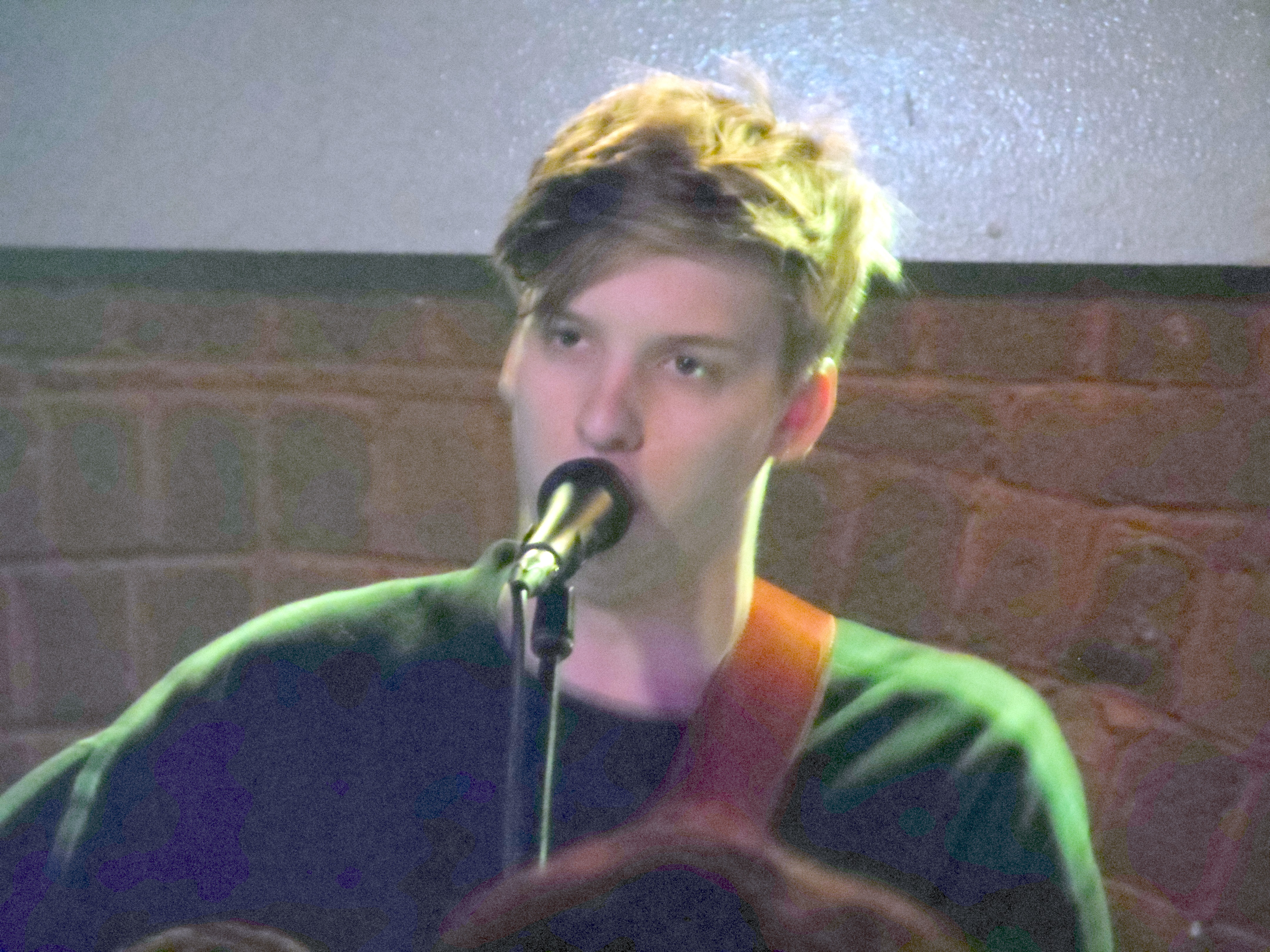
George Ezra in concerto nel 2012.

## Vita privata
È il fratello maggiore del cantante Ten Tonnes.

## Discografia

### Album in studio
- 2014 – Wanted on Voyage
- 2018 – Staying at Tamara's
- 2022 – Gold Rush Kid

### EP
- 2013 – Did You Hear the Rain?
- 2014 – Cassy O'

### Singoli
- 2013 – Did You Hear the Rain?
- 2013 – Budapest
- 2014 – Cassy O'
- 2014 – Blame It on Me
- 2014 – Listen to the Man
- 2015 – Barcelona
- 2017 – Don't Matter Now
- 2018 – Paradise
- 2018 – Shotgun
- 2018 – Hold My Girl
- 2019 – Pretty Shining People
- 2022 – Anyone for You (Tiger Lily)
- 2022 – Green Green Grass
- 2022 – I Went Hunting
- 2022 - Dance All Over Me
- 2023 - Sweetest Human Being Alive